# Cachoeira Paulista
Cachoeira Paulista is een Braziliaanse gemeente met (in 2003) 29.254 inwoners in de deelstaat São Paulo. Hoewel de gemeente qua inwoneraantal klein is, is ze qua oppervlakte met ruim 287 km² wel groot. Het ligt 192 km van de stad São Paulo en circa 300 km van Rio de Janeiro op de coördinaten 22°39'54" (westerlengte) en 45°00'34" (zuiderbreedte) en op een hoogte van 521 meter boven de zeespiegel.
In de gemeente staat een van de campussen van het Braziliaans ruimtevaart instituut, de INPE, Instituto Nacional de Pesquisas Espaciais. 
De meest bekende wijken zijn: het centrum, Margem Esquerda (de linkerkant van de rivier de Paraíba do Sul), Vila Carmen (in de rechterkant van de rivier), São João, Parque Primavera, Pitéu, Pé Preto.